# Олдржих Новый
Олдржих Альбин Новый (чеш. Oldřich Nový; 7 августа 1899, Жижков — 15 марта 1983, Прага) — чешский и чехословацкий актёр театра и кино, театральный режиссёр, сценарист, драматург, певец, педагог. Заслуженный артист Чехословакии (1957).

## Биография
Родился в семье пражского пожарного. Первоначально обучался на типографского работника. С юности интересовался театром, брал уроки сценического мастерства, играл в любительском театре, пел в кабаре.
Был принят в труппу театра в Карлине, затем, в Остраве и Брно, вернувшись в Прагу, в 1934 году основал Новый театр (Nové Divadlo). Пытался развивать жанр «музыкальной комедии».
Наибольшей популярности достиг, снимаясь в кино. Впервые появился в немом фильме «Neznámá kráska» в 1922 году. Активно сниматься начал во второй половине 1930-х — начале 1940-х годов.
Во время оккупации Чехословакии немецкими войсками стал мишенью для фашистской прессы и преследовался нацистами . Его жена была еврейкой, и О. Новый отказался с ней развестись. В результате они оба были заключены в немецкий концлагерь в Остероде-ам-Харц в 1944 году.
Во второй половине 1940-х годов чехословацкие театры были национализированы, и О. Новый «передал» свой театр государству.
После 1948 года адаптировался к требованиям соцреализма. С 1950 по 1955 год работал драматургом на студии «Československý film», затем — директором и художественным руководителем Государственного музыкального театра в Карлине (1955—1960). В 1957 году стал заслуженным артистом страны.
С 1959 по 1964 год возглавлял недавно созданное отделение музыкальной комедии в Пражской консерватории.
Олдржих Новый — автор ряда текстов песен, первая из которых относится к 1928 году. Снялся более чем в 45 фильмах, режиссёр (1), сценарист (2), написал музыку к 6 кинолентам,
В последние десять лет своей жизни он почти не выходил из своей квартиры, потому что не хотел, чтобы его узнавали поклонники, желая остаться в их памяти прежним любимым артистом.
Похоронен в Праге на Ольшанском кладбище.

## Награды
- 1957 — Заслуженный артист
- 1979 — Заслуженный работник кинематографии

## Избранная фильмография
- 1922 — Неизвестная красавица / Neznámá kráska
- 1936 — Сорванец / Uličnice
- 1936 – Верблюд — через игольное ушко / Velbloud uchem jehly – Альфонс, дворецкий
- 1937 — Адвокатесса Вера / Advokátka Věra — Петр Кучера по прозвищу «Тигр»
- 1937 — Повод к разводу / Důvod k rozvodu — Павел Бертл
- 1939 — Девушка в голубом / Dívka v modrém — Ян Карас, нотариус
- 1940 — Жизнь прекрасна / Život je krásný
- 1941 — Отель «Голубая звезда» /Hotel Modrá hvězda — Владимир Рыхра
- 1949 — Воспитанница браконьера, или Благородный миллионер / Pytlákova schovanka aneb Šlechetný milionář — Рене Скальский, миллионер
- 1955 — Музыка с Марса / Hudba z Marsu — Иржи Карас, композитор
- 1957 — Золотой паук / Zlaty pavouk
- 1960 — Белая пряжка / Bílá spona — Горак (дублировал — Алексей Кельберер)
- 1961 — Где одного алиби мало / Kde alibi nestačí — Краус
- 1965 — Катя и крокодил / Káťa a krokodýl — мужчина с зонтиком
- 1966 — Призрак замка Моррисвилль — Fantom Morrisvillu — сэр Моррис Ганибал / Музыкант Эмиль (дублировал Алексей Консовский)
- 1969 — Джентльмены / Světáci — Дворский